# Alireza Mohmadi
Alireza Azizkhoon Mohmadipiani (in persiano علیرضا مهمدی‎; Izeh, 1º gennaio 2002) è un lottatore iraniano, specializzato nella lotta greco-romana, vincitore dell'argento ai Giochi olimpici estivi di Parigi 2024 nel torneo degli 87 kg.

## Biografia
Ai mondiali di Belgrado 2023 ha vinto la medaglia d'argento nel torneo degli -82 kg, dove ha perso in finale contro l'azero Rafiq Hüseynov. Nei turni precedenti aveva sconfitto il serbo Branko Kovačević agli ottavi, l'ucraino Jaroslav Fil'čakov ai quarti e il moldavo Mihail Bradu in semifinale.
Ha rappresentato l'Iran ai Giochi olimpici estivi di Parigi 2024 nel torneo degli 87 kg, dove ha sconfitto il colombiano Carlos Muñoz agli ottavi, il polacco Arkadiusz Kułynycz ai quarti e l'ucraino Žan Belenjuk in semifinale ed ha perso contro il bulgaro Semen Novikov in finale.

## Palmarès
| Anno | Manifestazione          | Sede       | Evento | Risultato | Note |
| ---- | ----------------------- | ---------- | ------ | --------- | ---- |
| 2022 | Campionati asiatici U20 | Manama     | 82 kg  | Oro       |      |
| 2022 | Mondiali U23            | Sofia      | 82 kg  | Oro       |      |
| 2022 | Mondiali U23            | Pontevedra | 82 kg  | 13º       |      |
| 2023 | Campionati asiatici     | Astana     | 82 kg  | Bronzo    |      |
| 2023 | Mondiali                | Belgrado   | 82 kg  | Argento   |      |
| 2024 | Giochi olimpici         | Parigi     | 87 kg  | Argento   |      |